# Siri
Siri (pronunțat /ˈsɪri/) este un asistent virtual care face parte din sistemele de operare Apple Inc., iOS, iPadOS, watchOS, macOS, tvOS și audioOS ale Apple Inc. Asistentul folosește interogări vocale și un utilizator de limbaj natural interfață pentru a răspunde la întrebări, de a face recomandări și a efectua acțiuni prin delegarea cererilor către un set de servicii Internet. Software-ul se adaptează la utilizările, căutările și preferințele limbajului individual al utilizatorilor. Rezultatele returnate sunt individualizate.
Siri este un spin-off dintr-un proiect dezvoltat inițial de SRI International. Motorul său de recunoaștere vocală a fost furnizat de Nuance Communications, iar Siri folosește tehnologii avansate de învățare automată pentru a funcționa. Actorii săi originali americani, britanici și australieni au înregistrat vocile respective în jurul anului 2005, fără ca să știe eventuala utilizare a înregistrărilor în Siri. Asistentul vocal a fost lansat ca aplicație pentru iOS în februarie 2010 și a fost achiziționat de Apple două luni mai târziu. Siri a fost apoi integrat în iPhone 4S la lansarea sa în octombrie 2011. La acel moment, aplicația separată a fost eliminată și din App Store iOS. De atunci, Siri a devenit o parte integrantă a produselor Apple, fiind adaptat în alte dispozitive hardware de-a lungul anilor, inclusiv modele iPhone mai noi, precum și iPad, iPod Touch, Mac, AirPods, Apple TV și HomePod.

## Dezvoltare
Siri este un spin-out din SRI International și este un offshoot al proiectului CALO finanțat de Defense Advanced Research Projects Agency, finanțat de DARPA. A fost co-fondată de Dag Kittlaus, Tom Gruber și elevul UCLA Adam Cheyer.
Motorul de recunoaștere vocală a lui Siri a fost furnizat de Nuance Communications, o companie de tehnologie vocală. Acest lucru nu a fost recunoscut de Apple și Nuance de ani buni, până când CEO-ul Nuance, Paul Ricci, a confirmat informațiile la o conferință tehnologică din 2011. Sistemul de recunoaștere vocal folosește tehnici sofisticate de învățare automată, inclusiv rețele neuronale convoluționale și memorie de lungă durată.
Prototipul inițial Siri a fost implementat folosind platforma Active, un proiect comun între Centrul de Informații Artificiale al SRI International și Grupul Vrai de la Ecole Polytechnique Fédérale de Lausanne. Platforma activă a fost în centrul atenției unei teze de doctorat conduse de Didier Guzzoni.